# UCI Wereldkalender
De UCI Wereldkalender (Engels UCI World Calendar) omvatte in 2009 en 2010 de wedstrijden van de UCI ProTour, aangevuld met de wedstrijden van de historische kalender. Vanaf 2011 werd deze kalender vervangen door de UCI World Tour.

## Historie
In 2005 richtte de UCI de ProTour op. Deze wedstrijdencyclus met bijbehorend klassement bevatte alle belangrijke eendaagse en meerdaagse wielerwedstrijden. Maar na een conflict over het recht om zelf het startveld te mogen bepalen, verlieten na één jaar de ASO (organisator van onder andere de Tour de France en Parijs-Roubaix), RCS Sport (Giro d'Italia, Ronde van Lombardije) en Unipublic (Ronde van Spanje) de ProTour. Dit betekende dat de meeste klassiekers en alle grote rondes geen deel meer uitmaakten van de ProTour. Dit zorgde voor een sterke devaluatie van de cyclus.
In 2008 kwamen de organisatoren van de grote rondes en de UCI overeen om weer samen te werken. Hiervoor werd de UCI Wereldkalender gepresenteerd.

## Wedstrijden
| UCI ProTour          | UCI ProTour           | UCI ProTour            | UCI ProTour             | Historische kalender | Historische kalender |
| -------------------- | --------------------- | ---------------------- | ----------------------- | -------------------- | -------------------- |
| Tour Down Under      | Amstel Gold Race      | Clásica San Sebastián  | GP Cycliste de Québec   | Parijs-Nice          | Luik-Bastenaken-Luik |
| Ronde van Catalonië  | Ronde van Romandië    | Ronde van Polen        | GP Cycliste de Montréal | Tirreno-Adriatico    | Ronde van Italië     |
| Gent-Wevelgem        | Critérium du Dauphiné | Vattenfall Cyclassics  |                         | Milaan-San Remo      | Ronde van Frankrijk  |
| Ronde van Vlaanderen | Waalse Pijl           | Eneco Tour             |                         | Parijs-Roubaix       | Ronde van Spanje     |
| Ronde van Baskenland | Ronde van Zwitserland | GP Ouest France-Plouay |                         | Ronde van Lombardije |                      |

## Puntenverdeling
| Wedstrijd                           | Klassering | Klassering | Klassering | Klassering | Klassering | Klassering | Klassering | Klassering | Klassering | Klassering | Klassering | Klassering | Klassering | Klassering | Klassering | Klassering | Klassering | Klassering | Klassering | Klassering |
| Wedstrijd                           | 1          | 2          | 3          | 4          | 5          | 6          | 7          | 8          | 9          | 10         | 11         | 12         | 13         | 14         | 15         | 16         | 17         | 18         | 19         | 20         |
| ----------------------------------- | ---------- | ---------- | ---------- | ---------- | ---------- | ---------- | ---------- | ---------- | ---------- | ---------- | ---------- | ---------- | ---------- | ---------- | ---------- | ---------- | ---------- | ---------- | ---------- | ---------- |
| Ronde van Frankrijk                 | 200        | 150        | 120        | 110        | 100        | 90         | 80         | 70         | 60         | 50         | 40         | 30         | 24         | 20         | 16         | 12         | 10         | 8          | 6          | 4          |
| Ronde van Italië & Ronde van Spanje | 170        | 130        | 100        | 90         | 80         | 70         | 60         | 52         | 44         | 38         | 32         | 26         | 22         | 18         | 14         | 10         | 8          | 6          | 4          | 2          |
| Overige rittenkoersen               | 100        | 80         | 70         | 60         | 50         | 40         | 30         | 20         | 10         | 4          |            |            |            |            |            |            |            |            |            |            |
| Vijf monumenten                     | 100        | 80         | 70         | 60         | 50         | 40         | 30         | 20         | 10         | 4          |            |            |            |            |            |            |            |            |            |            |
| Overige klassiekers                 | 80         | 60         | 50         | 40         | 30         | 22         | 14         | 10         | 6          | 2          |            |            |            |            |            |            |            |            |            |            |

| Wedstrijd                           | Klassering | Klassering | Klassering | Klassering | Klassering |
| Wedstrijd                           | 1          | 2          | 3          | 4          | 5          |
| ----------------------------------- | ---------- | ---------- | ---------- | ---------- | ---------- |
| Ronde van Frankrijk                 | 20         | 10         | 6          | 4          | 2          |
| Ronde van Italië & Ronde van Spanje | 16         | 8          | 4          | 2          | 1          |
| Overige rittenkoersen               | 6          | 4          | 2          | 1          | 1          |

## Eindklassementen
| Jaar | Naam              | Ploeg     | Punten |
| ---- | ----------------- | --------- | ------ |
| 2009 | Alberto Contador  | Astana    | 527    |
| 2010 | Joaquím Rodríguez | Katjoesja | 561    |

| Jaar | Ploeg          | Punten |
| ---- | -------------- | ------ |
| 2009 | Astana         | 1100   |
| 2010 | Team Saxo Bank | 1055   |

| Jaar | Land   | Punten |
| ---- | ------ | ------ |
| 2009 | Spanje | 1756   |
| 2010 | Spanje | 1908   |